# The Feminist and the Fuzz
The Feminist and the Fuzz è un film per la televisione statunitense del 1971 diretto da Jerry Paris.
È un film commedia con protagonisti Barbara Eden, David Hartman e Jo Anne Worley.

## Produzione
Il film, diretto da Jerry Paris su una sceneggiatura di James S. Henerson, fu prodotto da Claudio Guzmán per la Screen Gems Television e girato a San Francisco in California.

## Distribuzione
Il film fu trasmesso negli Stati Uniti il 26 gennaio 1971 sulla rete televisiva ABC.